# Gaetano Monachello
Gaetano Monachello (Agrigento, 3 marzo 1994) è un calciatore italiano, attaccante del Lumezzane.

## Caratteristiche tecniche
Prima punta centrale mancina, dotato di una buona forza fisica e buona tecnica individuale. Può giocare anche come seconda punta.

## Carriera

### Club

#### Gli inizi e gli anni all'estero
Originario di Palma di Montechiaro, approda all’età di dodici anni nelle giovanili dell'Inter. Nel gennaio del 2012 si trasferisce al Parma, con la quale disputa il Torneo di Viareggio 2012 (arrivando in semifinale) ed il campionato Primavera.
Al termine della stagione, si accasa al Metalurh Donec'k, formazione militante nella massima serie ucraina. Con gli ucraini scende in campo solo in quattro gare di campionato prima di trasferirsi, nel gennaio del 2013 all'Olympiakos Nicosia. Con la squadra cipriota segna sette goal in quattordici partite di campionato, senza tuttavia riuscire ad evitare la retrocessione del club in seconda divisione.
Nell'estate del 2013 viene ingaggiato dal Monaco che ad agosto lo cede in prestito alla formazione belga del Cercle Bruges, dove in totale segna 3 reti in 17 partite. Nel gennaio del 2014 termina anzitempo il prestito e si accasa, con la medesima formula, all'Ergotelis, squadra militante nella massima divisione greca, totalizzando 10 presenze condite da 2 gol.

#### Lanciano
Il 20 agosto 2014 la Virtus Lanciano ufficializza il suo arrivo in prestito, con diritto di riscatto. Esordisce in partite ufficiali con la nuova squadra il successivo 24 agosto, quando subentra a Mame Thiam per giocare gli ultimi dieci minuti della partita casalinga del terzo turno preliminare di Coppa Italia, persa in casa per 1-0 contro il Genoa. Il 30 agosto esordisce in Serie B, nella partita Catania-Lanciano (3-3). Il primo sigillo stagionale arriva all'ottava giornata di campionato contro il Vicenza, segnando il gol del definitivo 4-0. Termina la stagione con 35 presenze e 8 gol in campionato.

#### Atalanta
Il 21 luglio 2015 si trasferisce a titolo definitivo all'Atalanta, firmando un triennale. Il 13 settembre 2015, a 21 anni, esordisce in Serie A, subentrando a Gómez nella partita Sassuolo-Atalanta (2-2), alla terza giornata di campionato. Realizza il suo primo gol ufficiale con l'Atalanta il 2 dicembre 2015 contro l'Udinese in Coppa Italia, nella partita valida per il quarto turno persa dai nerazzurri per 3-1. Gioca la sua prima partita da titolare in Serie A il 16 gennaio 2016, nella gara casalinga contro l'Inter. Termina la stagione con 10 presenze in campionato.

#### Prestiti in B: Bari, Ternana, Palermo, Ascoli, Pescara, Pordenone, Venezia
Il 1º agosto 2016 viene ceduto in prestito secco al Bari in Serie B. Esordisce con il Bari il 7 agosto nella gara del 2º turno di Coppa Italia vinta 1-0 contro il Cosenza, nella quale realizza il gol decisivo. Realizza i suoi primi gol in campionato il 22 ottobre, alla 10ª giornata, siglando una doppietta nella partita contro il Trapani vinta 3-0 al San Nicola, complice un'ernia patita in allenamento non scenderà più in campo per il resto della prima parte di stagione chiudendo l'esperienza barese con 4 presenze e due reti.
Il 20 gennaio 2017 l'Atalanta chiude anticipatamente il prestito col Bari e la società orobica lo gira nuovamente in prestito alla Ternana.
Il 31 agosto 2017 si trasferisce in prestito con diritto di riscatto da parte del Palermo. Segna il suo primo e unico gol con la maglia rosanero il 28 dicembre 2017 nella sfida interna contro la Salernitana, valevole per la 21ª giornata di Serie B e terminata 3-0 per i rosanero.
Il 16 gennaio 2018 viene risolto anticipatamente il prestito che lo legava alla società rosanero, facendo così ritorno all'Atalanta che lo gira nuovamente in prestito con diritto di riscatto e controriscatto all'Ascoli, con cui nella seconda parte di stagione realizza 7 reti in 19 presenze nel campionato cadetto. Nell'estate del 2018 passa in prestito al Pescara, sempre in Serie B. Con gli abruzzesi segna 5 gol in 18 presenze e chiude il campionato al quarto posto, qualificandosi per i play off. Il 27 luglio 2019 viene ceduto in prestito al Pordenone, neopromosso in serie B. Tuttavia a Pordenone trova poco spazio, indi per cui il 15 gennaio 2020 viene ceduto in prestito al Venezia.

#### Modena e Mantova
Il 3 ottobre 2020 l'Atalanta, proprietaria del cartellino, lo cede a titolo definitivo al Modena. Il 22 novembre segna la sua prima rete con i canarini, nella sconfitta casalinga per 2-1 col Südtirol. 
Il 25 gennaio 2022, dopo aver passato metà stagione fuori rosa nel Modena, viene ceduto al Mantova. Diventato rapidamente un riferimento per mister Giuseppe Galderisi, mette subito a segno tre gol, firmando due vittorie consecutive per i virgiliani. Conclude la stagione con 11 reti segnate, rivelandosi decisivo per la salvezza dei biancorossi.
Confermato dal Mantova per la stagione successiva, è vittima di un grave infortunio alla seconda giornata di campionato. Ritorna in campo negli ultimi minuti della gara di ritorno dei playout che sanciscono la retrocessione dei lombardi in Serie D.
Nonostante la retrocessione il 4 luglio 2023 rinnova il proprio contratto con i biancorossi. Dopo il ripescaggio contribuisce alla cavalcata per la promozione in Serie B.

#### Lumezzane
Il 26 luglio 2024 firma un contratto biennale con il Lumezzane.

### Nazionale
Conta 9 presenze e 2 reti nell'Under-17 e 3 presenze con 2 reti nell'Under-20.
L'8 settembre 2015 esordisce con la nazionale Under-21, giocando titolare nella partita Italia-Slovenia (1-0) valida per le qualificazioni all'Europeo 2017. Realizza le sue prime reti con l'Under-21 l'8 ottobre 2015, con una doppietta nella partita di qualificazione contro la Slovenia a Capodistria, dopo essere subentrato a Bernardeschi nel secondo tempo.

## Statistiche

### Presenze e reti nei club
Statistiche aggiornate al 26 aprile 2025.
| Stagione        | Squadra            | Campionato      | Campionato | Campionato | Coppe nazionali | Coppe nazionali | Coppe nazionali | Coppe continentali | Coppe continentali | Coppe continentali | Altre coppe | Altre coppe | Altre coppe | Totale | Totale |
| Stagione        | Squadra            | Comp            | Pres       | Reti       | Comp            | Pres            | Reti            | Comp               | Pres               | Reti               | Comp        | Pres        | Reti        | Pres   | Reti   |
| --------------- | ------------------ | --------------- | ---------- | ---------- | --------------- | --------------- | --------------- | ------------------ | ------------------ | ------------------ | ----------- | ----------- | ----------- | ------ | ------ |
| 2012-gen. 2013  | Metalurh Donec'k   | PL              | 4          | 0          | CU              | 0               | 0               | UEL                | 0                  | 0                  | SU          | 0           | 0           | 4      | 0      |
| gen.-giu. 2013  | Olympiakos Nicosia | AK              | 9+5        | 4+3        | CC              | 1               | 2               | -                  | -                  | -                  | -           | -           | -           | 15     | 9      |
| 2013-gen. 2014  | Cercle Bruges      | D1              | 16         | 1          | CB              | 1               | 2               | -                  | -                  | -                  | -           | -           | -           | 17     | 3      |
| gen.-giu. 2014  | Ergotelīs          | SL              | 10         | 2          | CG              | 0               | 0               | -                  | -                  | -                  | -           | -           | -           | 10     | 2      |
| 2014-2015       | Virtus Lanciano    | B               | 35         | 8          | CI              | 1               | 0               | -                  | -                  | -                  | -           | -           | -           | 36     | 8      |
| 2015-2016       | Atalanta           | A               | 10         | 0          | CI              | 1               | 1               | -                  | -                  | -                  | -           | -           | -           | 11     | 1      |
| 2016-gen. 2017  | Bari               | B               | 4          | 2          | CI              | 2               | 1               | -                  | -                  | -                  | -           | -           | -           | 6      | 3      |
| gen.-giu. 2017  | Ternana            | B               | 10         | 0          | CI              | -               | -               | -                  | -                  | -                  | -           | -           | -           | 10     | 0      |
| 2017-gen. 2018  | Palermo            | B               | 5          | 1          | CI              | 0               | 0               | -                  | -                  | -                  | -           | -           | -           | 5      | 1      |
| gen.-giu. 2018  | Ascoli             | B               | 21+2       | 7          | CI              | -               | -               | -                  | -                  | -                  | -           | -           | -           | 23     | 7      |
| 2018-2019       | Pescara            | B               | 25         | 5          | CI              | 2               | 0               | -                  | -                  | -                  | -           | -           | -           | 27     | 5      |
| 2019-gen. 2020  | Pordenone          | B               | 11         | 0          | CI              | 1               | 0               | -                  | -                  | -                  | -           | -           | -           | 12     | 0      |
| gen.-ago. 2020  | Venezia            | B               | 12         | 0          | CI              | -               | -               | -                  | -                  | -                  | -           | -           | -           | 12     | 0      |
| 2020-2021       | Modena             | C               | 23         | 5          | CI              | -               | -               | -                  | -                  | -                  | -           | -           | -           | 23     | 5      |
| 2021-gen. 2022  | Modena             | C               | 0          | 0          | CI-C            | 0               | 0               | -                  | -                  | -                  | -           | -           | -           | 0      | 0      |
| Totale Modena   | Totale Modena      | Totale Modena   | 23         | 5          |                 | 0               | 0               |                    | -                  | -                  |             | -           | -           | 23     | 5      |
| gen.-giu. 2022  | Mantova            | C               | 16         | 11         | CI-C            | -               | -               | -                  | -                  | -                  | -           | -           | -           | 16     | 11     |
| 2022-2023       | Mantova            | C               | 2+1        | 0          | CI-C            | 0               | 0               | -                  | -                  | -                  | -           | -           | -           | 3      | 0      |
| 2023-2024       | Mantova            | C               | 32         | 1          | CI-C            | 1               | 0               | -                  | -                  | -                  | SC-C        | 2           | 1           | 35     | 2      |
| Totale Mantova  | Totale Mantova     | Totale Mantova  | 50+1       | 12         |                 | 1               | 0               |                    | 0                  | 0                  |             | 2           | 1           | 54     | 13     |
| 2024-2025       | Lumezzane          | C               | 34         | 6          | CI-C            | 2               | 0               | -                  | -                  | -                  | -           | -           | -           | 36     | 6      |
| Totale carriera | Totale carriera    | Totale carriera | 271+8      | 54         |                 | 12              | 6               |                    | 0                  | 0                  |             | 2           | 1           | 293    | 63     |

### Cronologia presenze e reti in nazionale
| Cronologia completa delle presenze e delle reti in nazionale ― Italia under 21 | Cronologia completa delle presenze e delle reti in nazionale ― Italia under 21 | Cronologia completa delle presenze e delle reti in nazionale ― Italia under 21 | Cronologia completa delle presenze e delle reti in nazionale ― Italia under 21 | Cronologia completa delle presenze e delle reti in nazionale ― Italia under 21 | Cronologia completa delle presenze e delle reti in nazionale ― Italia under 21 | Cronologia completa delle presenze e delle reti in nazionale ― Italia under 21 | Cronologia completa delle presenze e delle reti in nazionale ― Italia under 21 |
| Data                                                                           | Città                                                                          | In casa                                                                        | Risultato                                                                      | Ospiti                                                                         | Competizione                                                                   | Reti                                                                           | Note                                                                           |
| ------------------------------------------------------------------------------ | ------------------------------------------------------------------------------ | ------------------------------------------------------------------------------ | ------------------------------------------------------------------------------ | ------------------------------------------------------------------------------ | ------------------------------------------------------------------------------ | ------------------------------------------------------------------------------ | ------------------------------------------------------------------------------ |
| 8-9-2015                                                                       | Reggio Emilia                                                                  | Italia under 21                                                                | 1 – 0                                                                          | Slovenia under 21                                                              | Qual. Europeo Under-21 2017                                                    | -                                                                              |                                                                                |
| 8-10-2015                                                                      | Capodistria                                                                    | Slovenia under 21                                                              | 0 – 3                                                                          | Italia under 21                                                                | Qual. Europeo Under-21 2017                                                    | 2                                                                              | 61’                                                                            |
| 13-10-2015                                                                     | Vicenza                                                                        | Italia under 21                                                                | 1 – 0                                                                          | Irlanda under 21                                                               | Qual. Europeo Under-21 2017                                                    | -                                                                              | 88’                                                                            |
| 17-11-2015                                                                     | Castel di Sangro                                                               | Italia under 21                                                                | 2 – 0                                                                          | Lituania under 21                                                              | Qual. Europeo Under-21 2017                                                    | -                                                                              |                                                                                |
| 24-3-2016                                                                      | Waterford                                                                      | Irlanda under 21                                                               | 1 – 4                                                                          | Italia under 21                                                                | Qual. Europeo Under-21 2017                                                    | -                                                                              | 85’                                                                            |
| 29-3-2016                                                                      | Andorra la Vella                                                               | Andorra under 21                                                               | 0 – 1                                                                          | Italia under 21                                                                | Qual. Europeo Under-21 2017                                                    | -                                                                              | 45+1’ - 53’                                                                    |
| 2-6-2016                                                                       | Venezia                                                                        | Italia under 21                                                                | 0 – 1                                                                          | Francia under 21                                                               | Amichevole                                                                     | -                                                                              | 70’                                                                            |
| 10-8-2016                                                                      | San Benedetto del Tronto                                                       | Italia under 21                                                                | 0 – 0                                                                          | Albania under 21                                                               | Amichevole                                                                     | -                                                                              | 46’                                                                            |
| Totale                                                                         |                                                                                | Presenze                                                                       | 8                                                                              |                                                                                | Reti                                                                           | 2                                                                              |                                                                                |

## Palmarès

### Club

#### Competizioni nazionali
- Serie C: 1

Mantova: 2023-2024 (girone A)